# Psilotum intermedium
Psilotum intermedium är en kärlväxtart som beskrevs av Warren Herbert Wagner. Psilotum intermedium ingår i släktet Psilotum och familjen Psilotaceae. Inga underarter finns listade i Catalogue of Life.